# Tribelos ater
Tribelos ater är en tvåvingeart som först beskrevs av Henry Keith Townes, Jr. 1945.  Tribelos ater ingår i släktet Tribelos och familjen fjädermyggor. Inga underarter finns listade i Catalogue of Life.